# Viktor Christian
Viktor Christian (* 30. März 1885 in Wien; † 28. Mai 1963 in Walchsee, Bezirk Kufstein) war ein österreichischer Altorientalist, Semitist, Ethnologe und Archäologe. Er hatte 1930–1934 und 1936–1945 den Lehrstuhl für altsemitische Philologie und orientalische Archäologe an der Universität Wien inne.
Als Dekan der Philosophischen Fakultät von 1938 bis 1943 war der bekennende Nationalsozialist für die Entrechtung jüdischer Kollegen verantwortlich. Christian leitete die „Lehr- und Forschungsstätte für den Vorderen Orient“ der SS-Forschungsgemeinschaft Deutsches Ahnenerbe und hatte zuletzt den Rang eines SS-Sturmbannführers. Von 1943 bis 1945 war er Prorektor und im April 1945 kommissarischer Rektor der Universität Wien.

## Ausbildung
Viktor Christian, der Sohn eines Oberrechnungsrats, studierte ab 1904 an der Universität Wien zunächst Geschichte und Geographie. Im 3. Semester wandte er sich den (alt-)orientalischen Sprachen zu, seine akademischen Lehrer waren Joseph von Karabacek, David Heinrich Müller, Rudolf Geyer, Ernst Sellin, Maximilian Bittner, Hermann Junker und Bedřich Hrozný. Seit Beginn seines Studiums 1904 war er Mitglied der Wiener akademischen Burschenschaft Teutonia. Mit einer Arbeit über Die Namen der assyrisch-babylonischen Keilschriftzeichen wurde Christian am 12. Juli 1910 sub auspiciis Imperatoris zum Dr. phil. promoviert. Anschließend vertiefte er seine Studien an der Berliner Universität bei Friedrich Delitzsch (Assyriologie), Adolf Erman (Ägyptologie) und Felix von Luschan (Völkerkunde).
Ab 1911 arbeitete er als Volontär und später als wissenschaftlicher Beamter (Assistent bzw. Adjunkt) in der ethnographischen Abteilung des Naturhistorischen Museums in Wien (unter Franz Heger). Ab 1915 nahm er als Freiwilliger am Ersten Weltkrieg teil, diente zunächst in Siebenbürgen und an der wolhynischen Front, bevor er im Juni 1916 mit dem Deutsch-Österreichischen Orientcorps in die Türkei abkommandiert wurde. Er kämpfte im Amanos- und Taurusgebirge, ab Juli 1917 war er beim österreichisch-ungarischen Artillerie-Kommando in Konstantinopel stationiert. Er heiratete 1917 Margarete Tilgner, mit der er fünf Kinder bekam. Als Oberleutnant kehrte er 1919 aus der Türkei nach Wien zurück.

## Akademische Karriere bis 1938
Als Nachfolger Franz Hegers übernahm Christian 1919 zunächst die kommissarische Leitung der ethnographischen Abteilung des Naturhistorischen Museums, 1921 erhielt er die Amtsbezeichnung Kustos. Im Jahr darauf wurde er offiziell zum Leiter der ethnographischen Sammlung ernannt, aus der später das Wiener Museum für Völkerkunde hervorging. Daneben betrieb er seine Habilitation an der Universität Wien bei Rudolf Geyer, die er mit der Schrift Untersuchungen zur Paläographie des vorderen Orientes abschloss. Am 23. Jänner 1923 erhielt er die venia legendi für Semitisch mit besonderer Berücksichtigung der Keilschriften und wurde als Privatdozent an der Universität Wien zugelassen. Zum 1. April 1924 wurde er zum außerordentlichen Professor für semitische Sprachen mit besonderer Berücksichtigung der Keilschriftforschung ernannt und schied zeitgleich aus dem Museumsdienst aus.
Von 1929 bis 1942 war Christian Präsident der Anthropologischen Gesellschaft in Wien. Das Royal Anthropological Institute in London nahm ihn als Ehrenmitglied auf. Als Nachfolger seines 1929 verstorbenen Lehrers Rudolf Geyer wurde Viktor Christian zum 1. November 1930 auf die ordentliche Professur für altsemitische Philologie und orientalische Archäologie berufen. Zuvor hatten die zunächst favorisierten Kandidaten Nikolaus Rhodokanakis und Enno Littmann den Ruf abgelehnt. Im Februar 1933 wurde Christian außerdem zum Vorstand des orientalischen Instituts der Universität Wien bestellt.
Politisch gehörte er dem äußersten rechten Spektrum an. Er war, wie auch Geyer, Mitglied der im Geheimen operierenden, einflussreichen antisemitischen Professorengruppe „Bärenhöhle“, die durch Interventionen und Absprachen Habilitationen und Berufungen jüdischer oder linker Wissenschaftler verhinderte. Christian war ab 1932 Mitglied des von Alfred Rosenberg gegründeten Kampfbundes für deutsche Kultur und des Nationalsozialistischen Lehrerbundes. Ende Mai 1933 trat Christian der NSDAP Österreichs bei, die die Regierung Dollfuß kurz darauf verbot und war bis zum Anschluss illegaler Nationalsozialist. Nach dem gescheiterten Juliputsch der Nationalsozialisten und der Ermordung des Bundeskanzlers Dollfuß wurde Christian im September 1934 vorübergehend in den Ruhestand versetzt.
Er nahm dies zum Anlass für eine lange geplante Forschungsreise nach Syrien, Palästina und Irak, die er vom Honorar des Propyläen Verlags für ein kunsthistorisches Buch bezahlte. Im Oktober 1935 trat Christian der Vaterländischen Front (Einheitspartei des Ständestaats) bei; er leugnete, sich je nationalsozialistisch betätigt zu haben, und wurde im März 1936 auf Betreiben der Wiener Philosophischen Fakultät als Professor reaktiviert. Dabei setzten sich sowohl der Rabbiner der jüdischen Kultusgemeinde in Wien, Benjamin Murmelstein (der bei Christian promoviert hatte), als auch der Wiener Erzbischof und Kardinal Theodor Innitzer für ihn ein.

## Karriere im Nationalsozialismus
Nach dem Anschluss Österreichs gewann Christians Karriere an Fahrt, er wurde zum „wissenschaftspolitische[n] Multifunktionär“. Rektor Fritz Knoll ernannte ihn im April 1938 zum kommissarischen Dekan der Philosophischen Fakultät, ab Juni 1939 hatte er das Amt regulär inne. Unter seiner Ägide wurden 37 Prozent aller habilitierten Hochschullehrer der Fakultät aus politischen und/oder „rassischen“ Gründen entlassen. Am 19. Mai 1938 beantragte Christian die reguläre Aufnahme in die NSDAP und wurde rückwirkend zum 1. Mai desselben Jahres aufgenommen (Mitgliedsnummer 6.127.801).
Zusätzlich zum Vorstand des orientalischen Instituts übernahm Christian nach der Entlassung Wilhelm Koppers’ bis zur Berufung von Hermann Baumann im Jänner 1940 auch die geschäftsführende Leitung des Instituts für Völkerkunde. Obwohl Christian in erster Linie Orientalist war und Völkerkunde nur als Nebenfach belegt hatte, kamen ihm während der NS-Herrschaft in Österreich „in allen wesentlichen institutionell-organisatorischen, personalpolitischen und wissenschaftlichen Grundsatzfragen und Weichenstellungen des Fachs (…) im Raum Wien das letzte Wort und die oft gültige Entscheidungsbefugnis zu“. Dabei wurde die von Angehörigen der Steyler Missionare (SVD) dominierte „Wiener Schule“ der Kulturkreislehre um die Patres Wilhelm Schmidt und Wilhelm Koppers „radikal ausgeschaltet“. Dem Ethnologen und Begründer der Südostasienwissenschaft Robert von Heine-Geldern stellte Christian persönlich ein negatives „Ahnengutachten“ aus. Andererseits setzte sich Christian nachdrücklich für den Verbleib seines Förderers Josef Weninger ein, dessen Frau Margarete Weninger nach den Nürnberger Rassegesetzen als Jüdin galt.
Im September 1938 wurde Christian zum korrespondierenden und im Mai 1939 zum wirklichen Mitglied der Österreichischen Akademie der Wissenschaften ernannt. An der Akademie war er Mitglied beziehungsweise Vorstand mehrerer Kommissionen, etwa der Vereinigten Nord- und Südarabischen Kommission und der Kommission Altsüdarabisches Wörterbuch. Zum 9. November 1938 trat Christian der SS bei (SS-Nummer 354.121). Im April 1939 setzte der Geschäftsführer der SS-Forschungsgemeinschaft Deutsches Ahnenerbe Wolfram Sievers Christian als Leiter der neugegründeten „Lehr- und Forschungsstätte für den Vorderen Orient“ ein. Zugleich wurde er zum SS-Führer im Rang eines Untersturmführers ernannt, November 1943 erreichte er den Rang eines SS-Sturmbannführers.
Christian nutzte seine Verbindungen zu NS-Funktionären, um über das „Ahnenerbe“ Bücherbestände für das Orientalische Institut zu akquirieren. Dabei handelte es sich um beschlagnahmte Bestände der emigrierten Forscher Ludwig Feuchtwanger und Samuel Krauss sowie der jüdischen Gemeinden in Kittsee, Lackenbach und Frauenkirchen. Die Bestände wurden nicht mit Signaturen versehen, sondern nur mit einem Stempel „Leihgabe Ahnenerbe“. Nach dem Zweiten Weltkrieg wurden sie restituiert. Zudem sorgte Christian für die Beschlagnahmung der Bibliothek des jüdischen Albanologen Norbert Jokl, der 1942 auf dem Weg ins Vernichtungslager Maly Trostinez starb. Später behauptete er, die Bestände so vor der Vernichtung bewahrt zu haben. Christian war Mitherausgeber der Zeitschrift für Rassenkunde.
Christians Freund Fritz Knoll schlug ihn zum Ende seiner Amtszeit 1943 als seinen Nachfolger im Rektorenamt vor, was jedoch auf Widerstand des Wiener Leitabschnitts des Sicherheitsdienstes (SD) unter Ernst Chlan stieß. Stattdessen wurde der Mediziner Eduard Pernkopf Rektor und Christian Prorektor der Universität Wien. Als Pernkopf in der Endphase des Zweiten Weltkriegs von seinem Amt zurücktrat, wurde Viktor Christian am 10. April 1945 zum kommissarischen Rektor ernannt. Kurz darauf floh er jedoch vor der nach Wien einrückenden Roten Armee. Am 22. Mai 1945 wurde er in Strobl am Wolfgangsee von der US Army verhaftet.

## Entlassung und Ruhestand nach 1945
Nach dem Ende des Zweiten Weltkriegs wurde Christian im Rahmen der Entnazifizierung als „belastet“ eingestuft und im Juni 1945 unter Verlust seiner Bezüge aus dem Dienst entlassen. Im amerikanischen Internierungslager Ludwigsburg lehrte er 1947 an der „Lager-Universität“. Nach seiner Freilassung legte er Widerspruch gegen die Dienstentlassung ein und erreichte schließlich 1950 seine Versetzung in den ordentlichen Ruhestand, wobei ihm die volle Dienstzeit angerechnet wurde. Anlässlich seines 70. Geburtstags ernannte die Anthropologische Gesellschaft in Wien Christian zum Ehrenmitglied. Am 12. Juli 1960 verlieh ihm die Universität Wien zum 50. Jubiläum seiner Promotion das Goldene Doktordiplom.

## Schriften (Auswahl)
- Die Namen der assyrisch-babylonischen Keilschriftzeichen. Leipzig 1913
- mit Heinrich Balcz, Karl Beth u. a.: Die Religionen der Erde in Einzeldarstellungen. Wien 1929
- Die sprachliche Stellung des Sumerischen. Paris 1932
- Altertumskunde des Zweistromlandes. Band 1 in 4 Lieferungen, Leipzig 1938–1940 (mehr nicht erschienen)
- Untersuchungen zur Laut- und Formenlehre des Hebräischen. Wien 1953
- Beiträge zur sumerischen Grammatik. Wien 1957
- Die Herkunft der Sumerer. Wien 1961